# Col de la Bonette
Pour les articles homonymes, voir Bonette.
Le col de la Bonette est un col de montagne à 2 715 mètres d'altitude,, où la route de la Bonette passe pour relier la vallée de l'Ubaye à celle de la Tinée. Le col de la Bonette se situe entre la cime de la Bonette (2 860 m) et la cime des Trois Serrières (2 753 m). Une bonne partie de la route entre Jausiers et Saint-Étienne-de-Tinée est située en zone protégée du parc national du Mercantour.

## Accès
Le col est accessible par la route de la Bonette qui passe par le faux col de Restefond (2 638 m) et quelques mètres en dessous du col de Restefond (2 680 m) sans toutefois l'emprunter. Pour cette raison, on parle parfois du col de la Bonette-Restefond, les deux cols étant situés à proximité l'un de l'autre.
Comme la route, le col est fermé en hiver.
Le col de la Bonette s'élève à 2 715 m, ce qui en fait le col le plus élevé de Provence. Il existe trois cols routiers alpins dont les altitudes sont supérieures à celui-ci : les cols de l'Iseran (2 764 m), du Stelvio (2 758 m) et Agnel (2 744 m). En revanche, depuis le col, une route permet de faire le tour de la cime de la Bonette (2 860 m). Cette route est appelée (improprement car ce n'est pas un col) col de la Cime de la Bonette et son point culminant atteint 2 802 m,,.

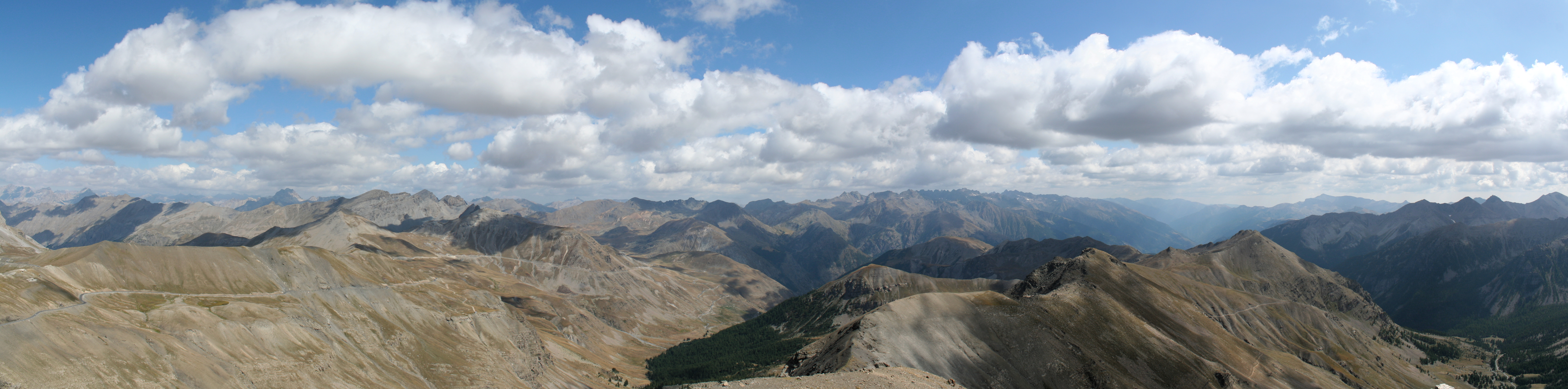
Vue en direction de la vallée de la Tinée.

## Histoire
Jadis, cette voie stratégique n'était qu'un chemin muletier ; il est élargi dès 1832, mais la route actuelle ne fut achevée qu'en 1964. La route est classée route impériale le 18 août 1860 par l'empereur Napoléon III.
Sur les deux versants subsistent les ruines de différents ensembles militaires appartenant à la ligne Maginot des Alpes, qui témoignent des tensions passées entre la France et l'Italie. Le camp des Fourches a ainsi été occupé jusqu'à la Seconde Guerre mondiale.

## Cyclisme

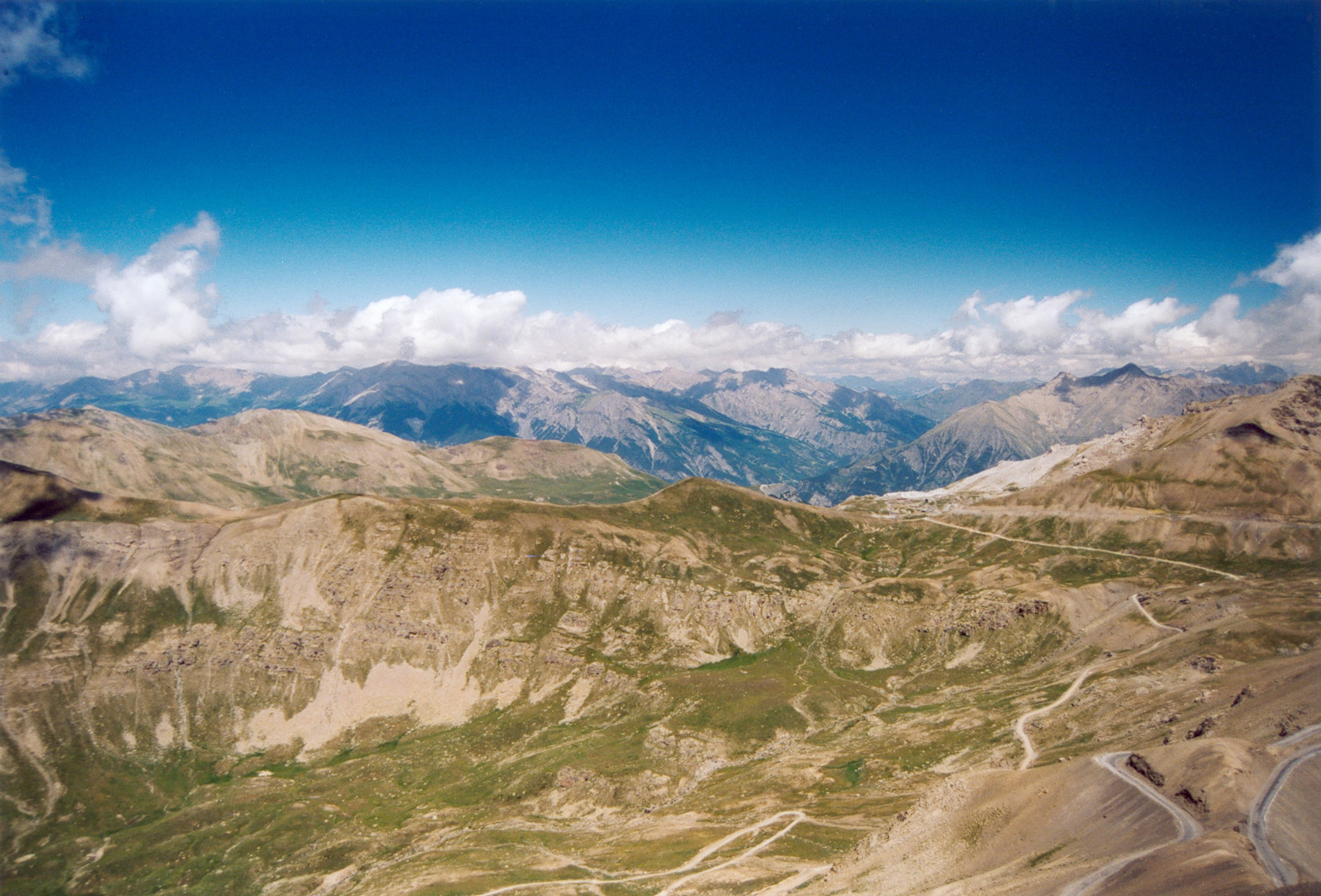
Vue sur la montée.

### Tour de France
Le 22 juillet 2008, le Tour de France passe pour la quatrième fois de son histoire au col de la cime de la Bonette, lors de la 16e étape entre Cuneo et Jausiers. C'est le Sud-Africain John-Lee Augustyn qui est passé en tête au sommet, avant de connaître une impressionnante chute dans la descente et de laisser la victoire à Cyril Dessel. Il a en effet dû attendre la voiture de son directeur sportif, n'ayant pas pu récupérer son vélo. L'Espagnol Federico Bahamontes est passé en tête en 1962 et en 1964, le Britannique Robert Millar pour l'édition de 1993. Il s'agit du record d'altitude pour le Tour de France et il a été classé en 1re catégorie lors des deux premiers passages, puis hors catégorie depuis 1993.
| Année | Dates      | Étape | Distance (km) | Catégorie | Départ          | Arrivée    | Passage en tête     |
| ----- | ---------- | ----- | ------------- | --------- | --------------- | ---------- | ------------------- |
| 1962  | 11 juillet | 18    | 241,5         | 1         | Antibes         | Briançon   | Federico Bahamontes |
| 1964  | 30 juin    | 9     | 239           | 1         | Briançon        | Monaco     | Federico Bahamontes |
| 1993  | 15 juillet | 11    | 180           | HC        | Serre Chevalier | Isola 2000 | Robert Millar       |
| 2008  | 22 juillet | 16    | 157           | HC        | Cuneo           | Jausiers   | John-Lee Augustyn   |
| 2024  | 19 juillet | 19    | 145           | HC        | Embrun          | Isola 2000 | Richard Carapaz     |

### Profil de l'ascension

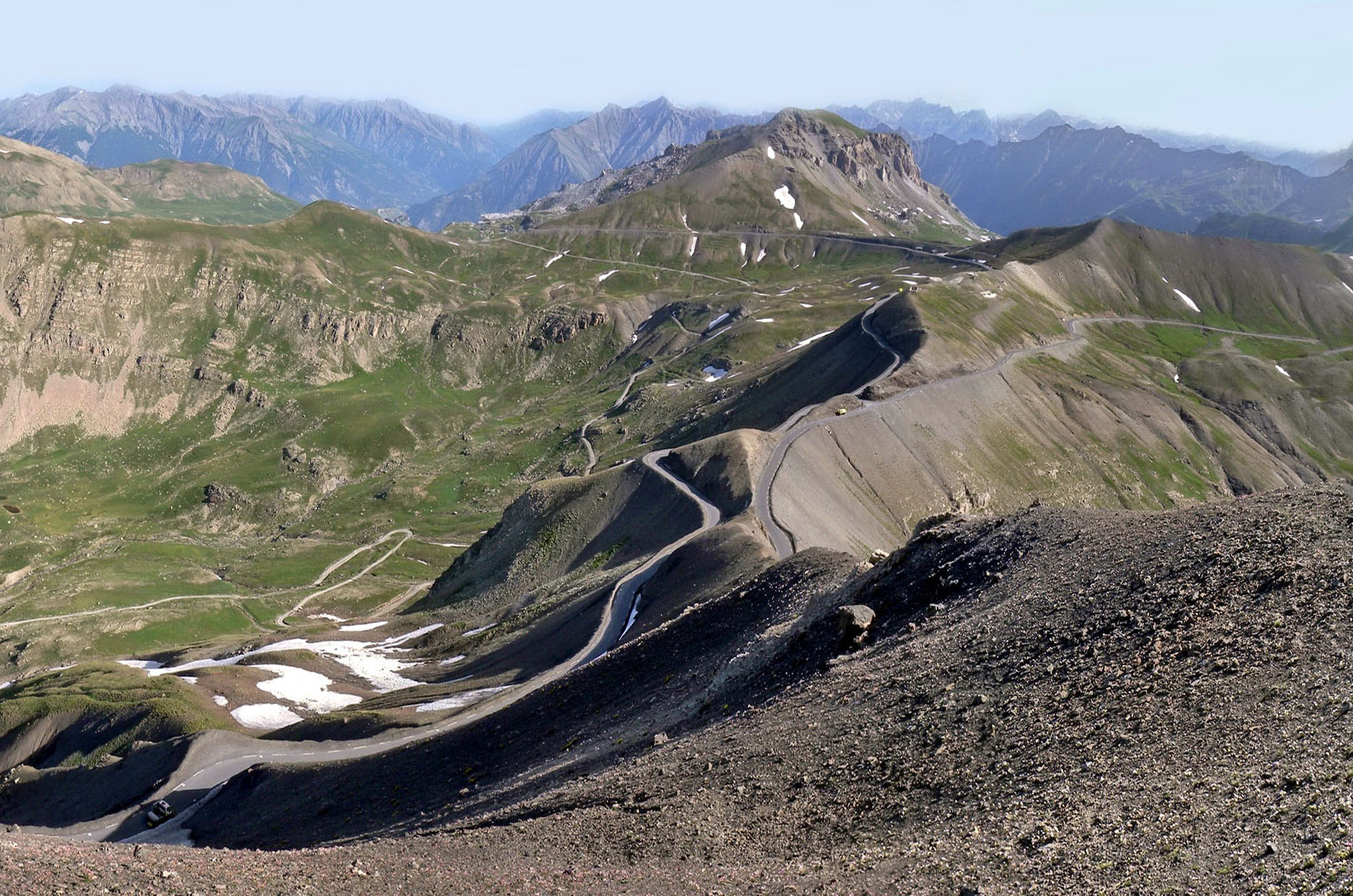
Vue sur le col de la Bonette depuis la cime de la Bonette

Par le versant nord depuis Jausiers, l’ascension est longue de 23,8 km à 6,7 % si on continue sur la cime de la Bonette. Le premier kilomètre est sans difficulté mais c’est après une première série d’épingles à une moyenne proche de 6,5 % que l’on atteint le hameau de Lans plus haut. Plus loin, la pente s’accentue avec une deuxième série de lacets et des moyennes proches de 8 %. Peu après, on atteint le chalet de Halte 2000. Comme son nom l’indique, on franchit très bientôt la barre des 2 000 mètres d’altitude. À ce niveau, on rentre dans une large partie composée de pâturages. Le kilomètre qui suit affiche une moyenne de 8,7 % avec des virages en épingle. On parvient alors à un court replat à 5,1 % avant que la route ne se redresse aussitôt par une quatrième série de courts et pentus virages en épingles dont un raidard à 12 % pour parvenir au petit lac des Essaupres à 2 305 mètres d’altitude, après 16 km de montée. Arrivé ici, on bénéficie à nouveau d’un court replat dont il faut profiter pour souffler car les deux kilomètres suivants affichent 9,4 puis 7,9 % avec des « coups de cul » frôlant les 11 % et de nouvelles épingles pour parvenir à l’ancienne caserne militaire de Restefond. Quelques hectomètres plus loin, on aperçoit la cime de la Bonette et les ultimes kilomètres de l’ascension. Les pâturages laissent place à la caillasse et d’anciens blockhaus au bord de la route. Il est possible à ce niveau de rejoindre le col de la Moutière (2 454 m). Les deux kilomètres précédant le col de la Bonette (2 715 m) sont plus faciles, proches de 3,5 % mais la plupart des cyclistes continuent jusqu’à la cime et ses 2 802 m. Le dernier kilomètre pour y arriver est nettement plus difficile. Bref, ce versant alterne les petits raidards difficiles et des portions plus faciles. La descente est particulièrement technique en raison des nombreux virages en épingle.

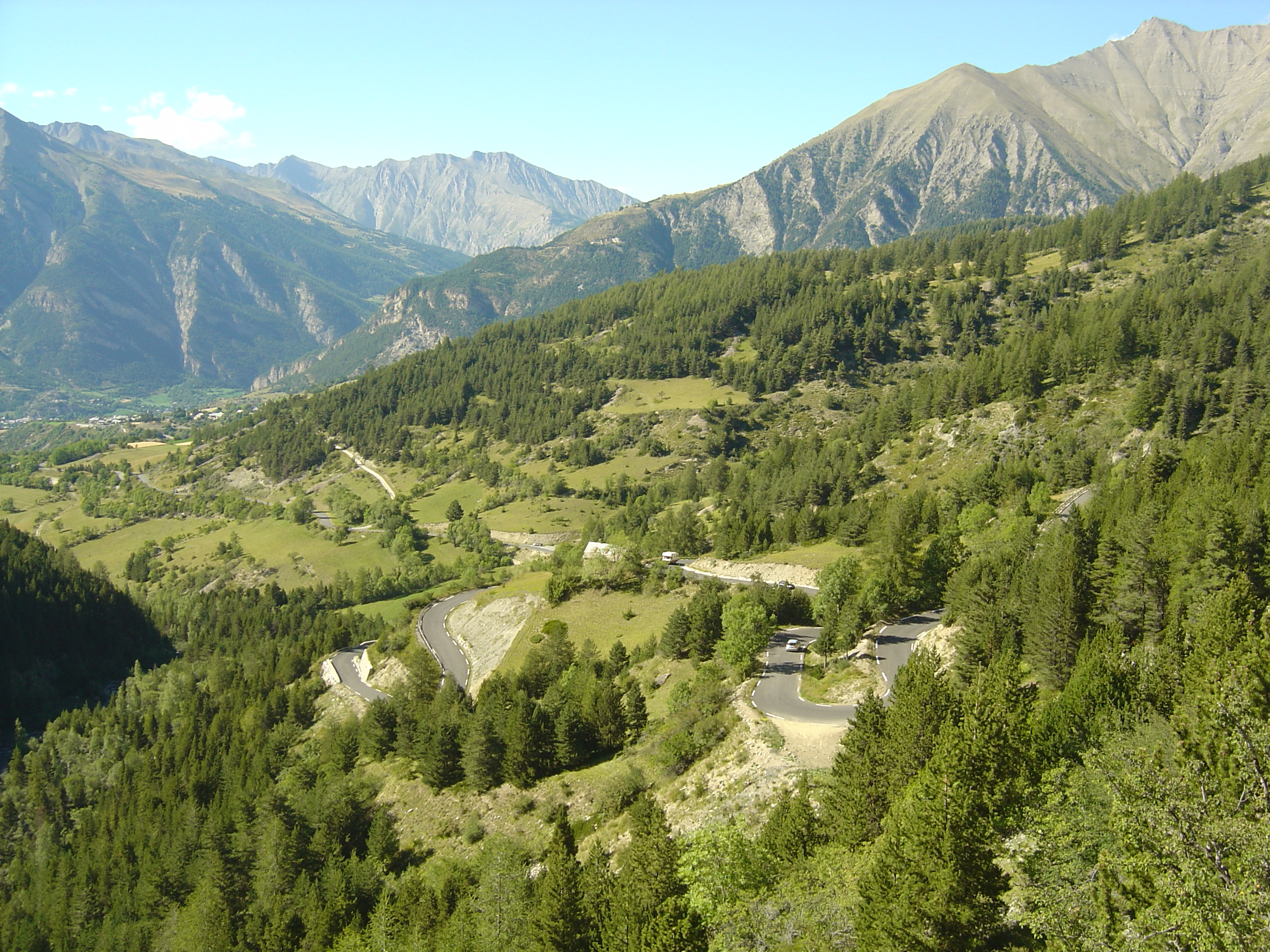
Seconde série d'épingles avec pente proche de 8 %.
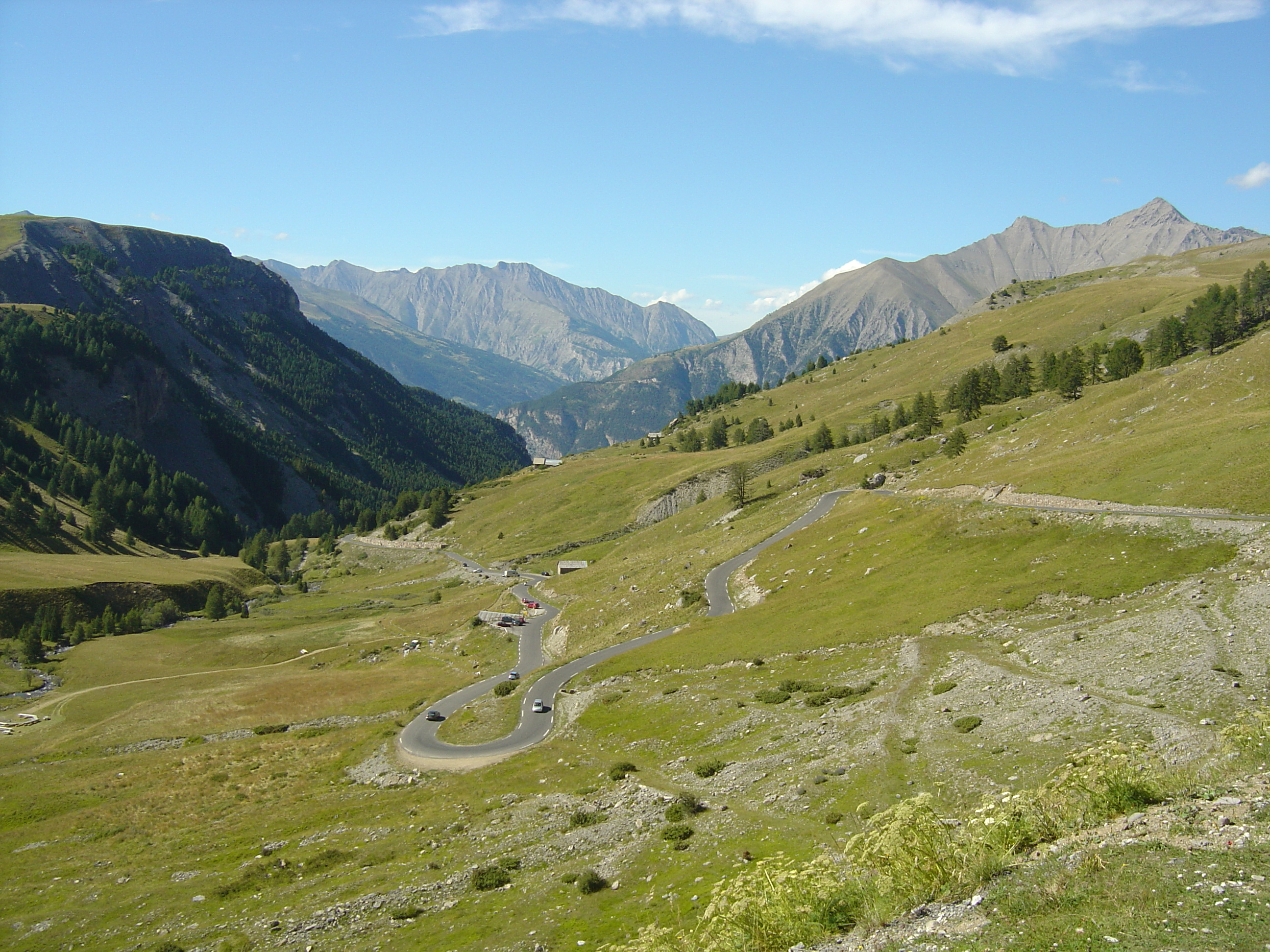
Un kilomètre à 8,7 % après le chalet de Halte 2000.
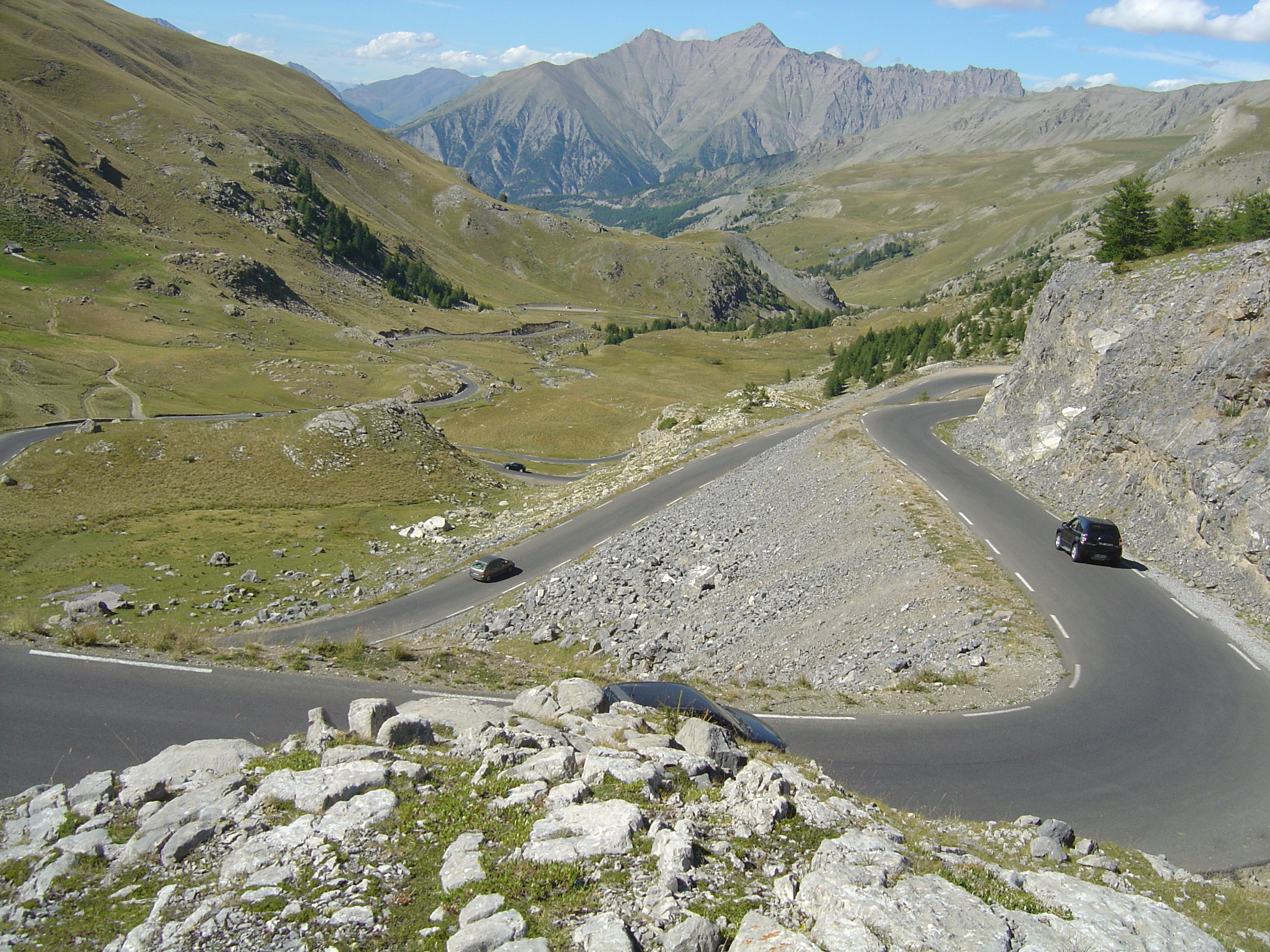
Quatrième série de lacets dont l'un à 12 %.
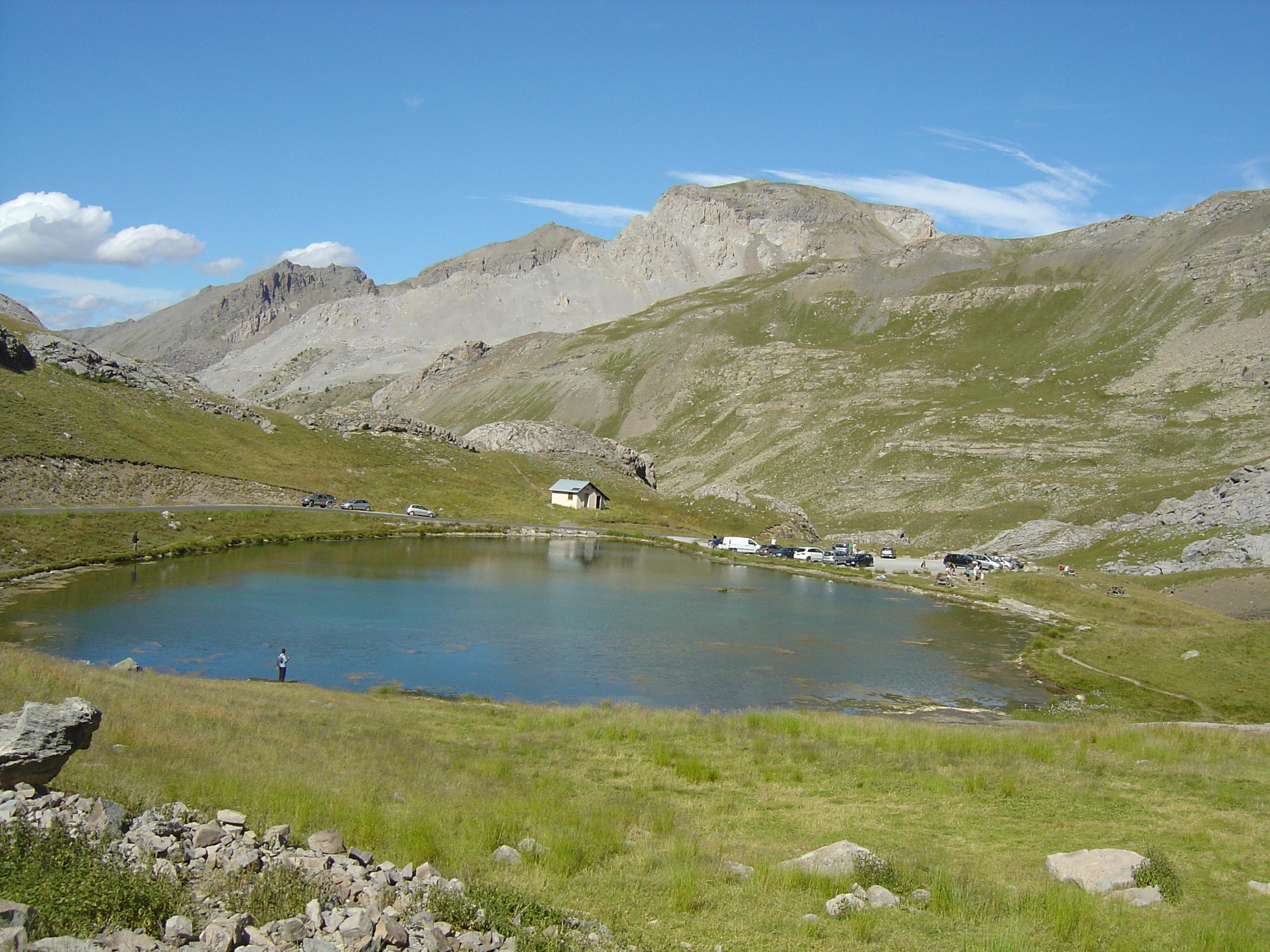
Lac des Essaupres.
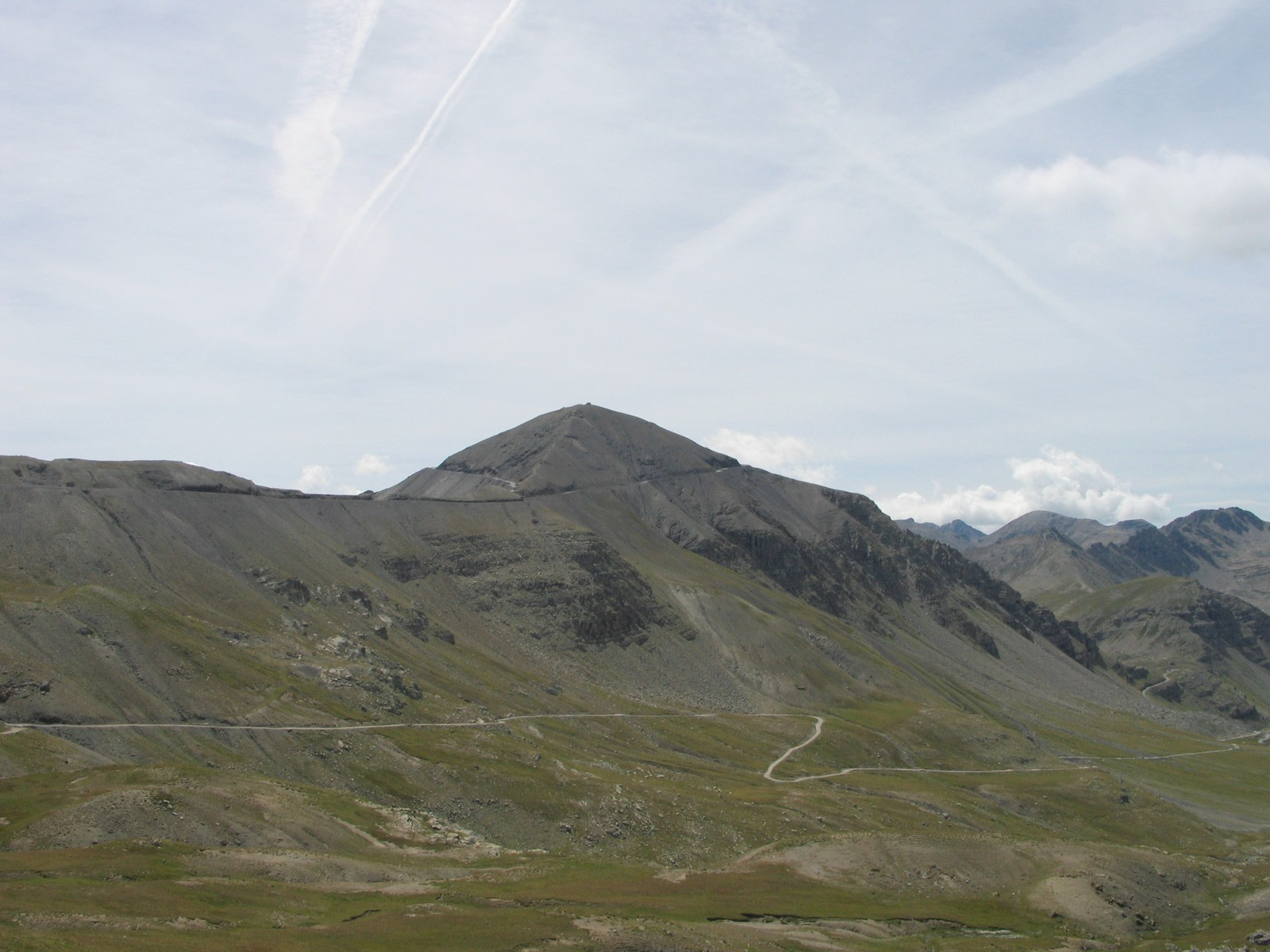
Ultimes kilomètres.

Le versant sud, depuis Saint-Étienne-de-Tinée, grimpe sur une distance de 26 km. Si le premier kilomètre est à 6,6 %, les deux suivants sont beaucoup plus doux. La pente devient ensuite très régulière, dans des moyennes de 5 à 6,5 %, jusqu’au hameau du Pra au km 9 et suit la rivière de la Tinée. Au km 4 environ, la route se rétrécit légèrement au carrefour de Pont-Haut, où on entre dans le parc national du Mercantour, puis passe devant la cascade de Vens au km 6. L’arrivée au hameau du Pra permet un replat. La pente se redresse un kilomètre avant le village de Bousiéyas (km 12, 1 950 m d’altitude) jusqu'au camp des Fourches (km 17) avec une large série de lacets au milieu des alpages et des pourcentages proches de 7,5 %. La cime de la Bonette est maintenant visible. Seul le kilomètre qui précède le camp des Fourches permet d’observer un nouveau replat. La pente s’accentue de nouveau, le dix-neuvième kilomètre est même à 8,5 % de moyenne et certaines portions sont à 10 %. La pente se réduit sur des pourcentages avoisinant les 5 et 6 % avant le col de Raspaillon (2 513 m). Cependant la route est plus exposée au vent ; aussi les alpages laissent place à un décor rocailleux. Juste avant d’arriver au col de la Bonette-Restefond (2 715 m), la route, qui approche les 7,5 % de déclivité, passe devant la stèle Notre-Dame du Très Haut, datant de 1963. La plupart des cyclistes continuent jusqu’à la cime (2 802 m) et les huit cents derniers mètres sont les plus raides avec des passages jusqu’à 15 %.

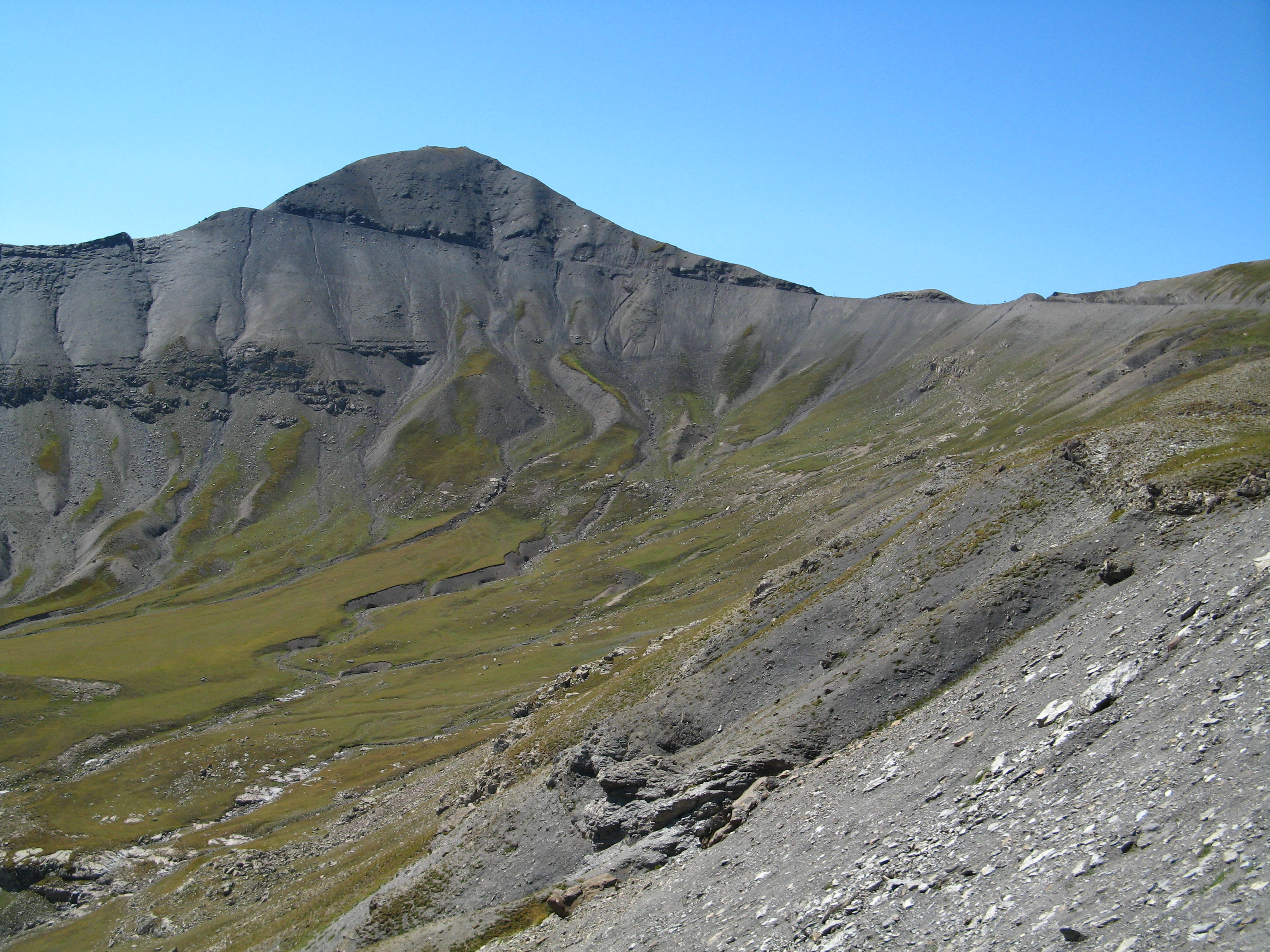
Derniers kilomètres.
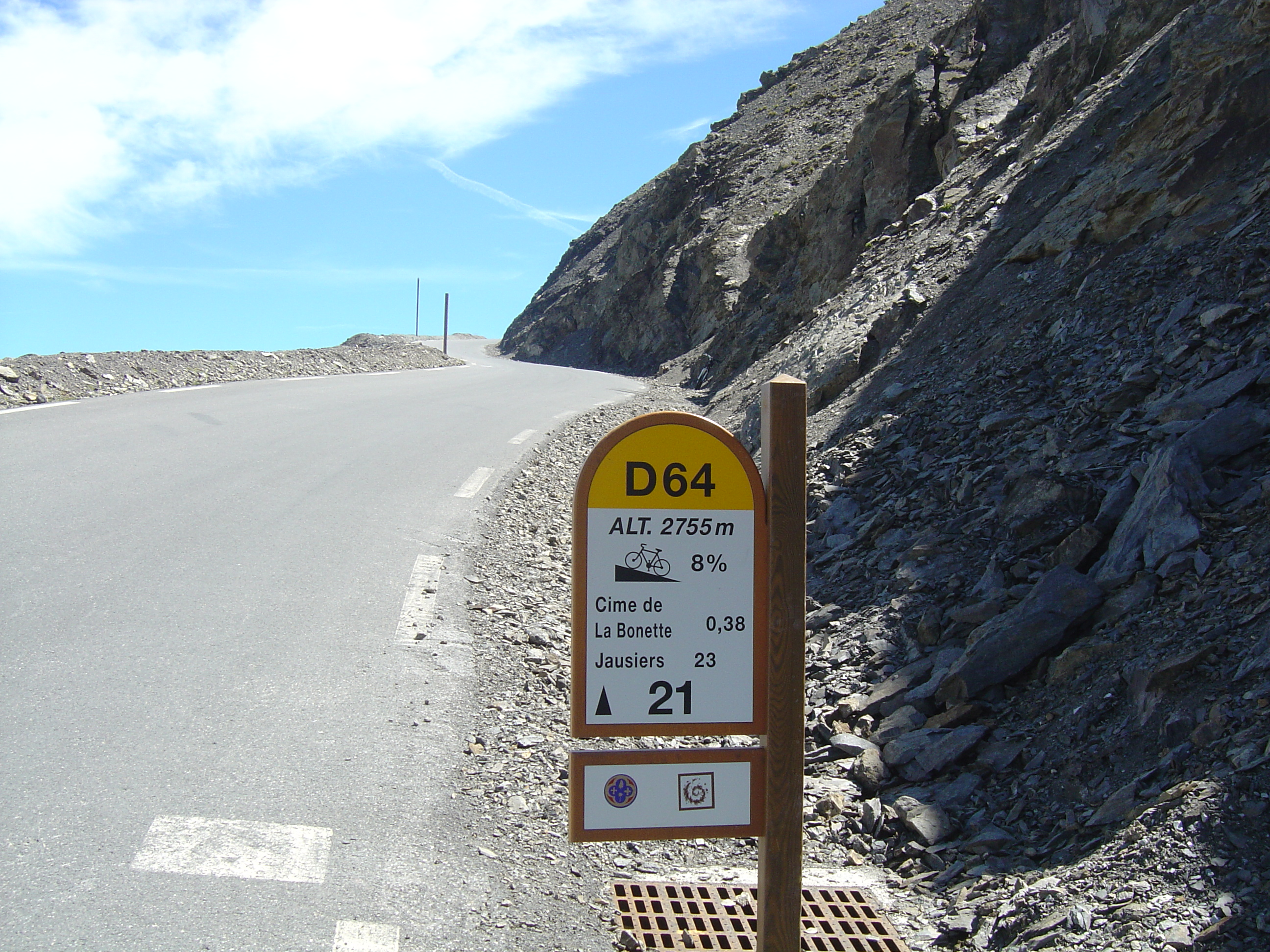
Des panneaux renseignent sur les pourcentages. Mais ici, le pourcentage du final n'est pas à 8 % comme affiché mais à plus de 12 %.